# King Gnu
King Gnu è un gruppo rock giapponese composto da 4 musicisti.

## Storia
Nel 2013, Daiki Tsuneda fonda la band "Mrs.Vinci" a cui presto cambia nome in "Srv.Vinci" di cui era l'unico membro fisso, a poco a poco si uniranno gli altri membri del gruppo e nel 2015 si arriva all'attuale formazione. Nel 2017 il nome è stato cambiato in "King Gnu". Il 16 gennaio 2019 ha debuttato con Ariola Japan, un'etichetta di Sony Music Labels, con il secondo album "Sympa". Il mese successivo, i King Gnu hanno pubblicato la hit Hakujitsu (白日?), che si è classificata al n. 4 nella classifica di fine anno di Billboard Japan Hot 100. Ad ottobre, hanno pubblicato Kasa (傘?) e hanno raggiunto il loro primo n. 1 nella Billboard Japan Download Chart.
Il loro terzo album CEREMONY, pubblicato il 15 gennaio 2020, è stato un successo commerciale, raggiungendo la vetta della classifica Oricon degli album giapponesi, della classifica degli album Billboard Japan ed è stato uno dei 10 album più venduti del 2020 in tutto il mondo vendendo oltre un milione di copie. Era programmato un tour nazionale per l'album, ilKing Gnu Live Tour 2020 "CEREMONY", ma tutte le esibizioni sono state posticipate a causa della pandemia di COVID-19. L'8 settembre è stato annunciato che King Gnu sarebbe stato il primo artista giapponese a firmare un accordo di partnership con Red Bull. Il tour della band è iniziato il 7 novembre, tutti gli eventi si sono svolti adottando misure approfondite per prevenire la diffusione del nuovo coronavirus.
Nell'agosto 2021, è stato annunciato che King Gnu avrebbe eseguito la sigla di apertura "Boy" per l'adattamento anime di Ranking of Kings, la canzone è stata pubblicata in ottobre. A dicembre, MAPPA ha pubblicato alcuni trailer cinematografici per promuovere l'adattamento cinematografico di Jujutsu Kaisen 0, per il quale King Gnu ha realizzato 2 nuove canzoni Ichizu (一途?) e Sakayume (逆夢?), rispettivamente sigle di apertura e chiusura del film. Le due canzoni sono state pubblicate insieme come Ichizu/Sakayume (一途/逆夢?). Il 21 agosto è apparso come headliner al FUJI ROCK FESTIVAL '21.
Nel marzo 2022, hanno pubblicato Kamereon (カメレオン?, Camaleonte), che è la sigla del drama televisivo giapponese Don't Call It Mystery, adattato dal manga omonimo. Nel novembre 2022 hanno tenuto uno dei concerti più grandi della loro carriera, esibendosi in due giorni di concerti a cui hanno partecipato più di 100.000 fan al Tokyo Dome.
La band ha tenuto il loro più grande tour di sempre in Giappone, il King Gnu Stadium Live Tour 2023 CLOSING CERIMONY a maggio e giugno 2023, che li ha visti suonare negli stadi cinque anni dopo il loro debutto per la prima volta allo stadio Nagai e allo stadio di Yokohama. Il 1º settembre hanno pubblicato il singolo SPECIALZ utilizzato come tema di apertura per la parte Shibuya Arc della seconda stagione dell'anime Jujutsu Kaisen. Il 10 settembre hanno annunciato l'uscita del loro quarto album THE GREATEST UNKNOWN, che sarà il loro primo album dopo circa 4 anni dal loro precedente album CEREMONY. Sempre lo stesso giorno, hanno annunciato che avrebbero tenuto un tour a livello nazionale a partire da gennaio 2024. Il 15 novembre, è stato annunciato nell'Oricon Weekly Streaming Ranking che Hakujitsu aveva superato per la prima volta i 500 milioni di visualizzazioni cumulative. Inoltre, SPECIALZ è diventato il loro dodicesimo lavoro a superare i 100 milioni di riproduzioni. Il 29 novembre è stato pubblicato il loro quarto album THE GREATEST UNKOWN.
In termini di musica, incorporano elementi di una vasta gamma di generi come R & B, jazz e J-POP oltre al rock. Loro lo chiamano "Tokyo New Mixture Style" perché ogni membro è stato influenzato da diversi tipi di musica ed ha creato nuova musica da essa. Il logo della band contiene la parola "JAPAN MADE".
Poiché Tsuneda è un violoncellista, gli archi sono spesso usati per gli arrangiamenti. Tutti gli archi sono suonati da Tsuneda (violoncello) e dal fratello maggiore di Tsuneda (violino).
Il team creativo "PERIMETRON" lanciato da Tsuneda è incaricato di produrre i video musicali e il visual design come ad esempio i loghi.

## Membri

### Membri attuali
- Tsuneta Daiki (常田大希 - つねた だいき, 15 maggio 1992, Ina, Prefettura di Nagano) - chitarra, voce, violoncello, pianoforte
- Yu Seki (勢喜 遊 - せき ゆう, 2 settembre 1992, Anan, Prefettura di Tokushima) - batteria, coro, campionatore
- Kazuki Arai (新井 和輝 - あらい かずき, 29 ottobre 1992, Fussa, Tokyo) - basso, coro
- Satoru Iguchi (井口理 - いぐち さとる, 5 ottobre 1993, Ina, Prefettura di Nagano) - voce, tastiera

### Ex membri Mrs.Vinci, Srv.Vinci
- Shun Ishiwaka (石若駿 - いしわか しゅん, 16 agosto 1992, Kiyosato-cho, Shari-gun, Hokkaido) - batteria, synth bass

## Storia

### 2013 - 2016
Nel 2013, Tsuneda fonda la band "Mrs. Vinci" come suo progetto solista con Shun Ishiwaka e altri musicisti a rotazione. Molto presto ribattezza la band in "Srv. Vinci". A quel tempo, lo stile era più vicino all'elettronica e alla musica contemporanea. Il 19 luglio, il video musicale di "ABUKU" è stato pubblicato su YouTube. Il 16 settembre 2015 pubblica il primo album "Mad me more softly" che sarà distribuito a livello nazionale.
Successivamente, i musicisti della band sono cambiati fino ad arrivare agli attuali membri e anche lo stile è cambiato in qualcosa di più vicino al J-POP. Il 1º aprile 2016 pubblicano, per un periodo limitato, il singolo "Low Love" e il 5 maggio 2016 "Miyako". Il 20 luglio è stato pubblicato il primo album "http://" con il nome del progetto solista di Tsuneda, DTMP (Daiki Tsuneta Millennium Parade). Il 14 settembre uscirà in esclusiva per Tower Records il mini album "Tokyo Chaotic". È un'opera che si può definire un prototipo dello stile King Gnu. Insieme a ciò, il 2 settembre si tiene presso il WWW di Shibuya il party pre-release Tokyo Chaotic Festival.
Nel 2017, ha partecipato al SXSW con CHAI e altre band, ed ha affrontato un mini tour di 7 tappe negli Stati Uniti (prima e dopo questo tour, il nome della band è stato cambiato in "Tokyo Chaotic" per circa 2 settimane). Il nome della band è stato cambiato in "King Gnu" a maggio. È apparso al FUJI ROCK FESTIVAL '17 il 26 luglio.

### 2017 - 2018
Il 25 ottobre è stato pubblicato il primo album con il nome di King Gnu "Tokyo Rendez-Vous". Il singolo "Vinyl" è stato usato per la pubblicità del marchio "HAKEN ROCK !!" di Parsol Temp Staff, e il video è stato pubblicato il 25 gennaio dell'anno successivo. Il 29 dello stesso mese, un live gratuito per festeggiare l'uscita dell'album si è tenuto all'interno del negozio Tower Records allo Yokohama VIVRE (era previsto che si tenesse su un palco speciale di fronte allo Yokohama VIVRE, ma è stato cancellato a causa del maltempo).
Il 15 gennaio è uscito il 3º album "CEREMONY". Il 24 marzo, la nuova canzone "Abuku" è stata usata come colonna sonora del film "The Sun Doesn't Move". Tsuneda ha rivelato sul suo profilo Twitter che la canzone "Awa" è un remake della canzone "ABUKU" della band predecedente Srv.Vinci.
Il 19 settembre 2018 viene pubblicato il singolo "Prayer X". La canzone è stata usata come tema finale dell'anime della Fuji TV "BANANA FISH".

### 2019 - presente

#### 2019
Il 6 gennaio 2019, è stato annunciato che la nuova canzone "Shirahi" è stata scritta di recente come sigla del dramma televisivo giapponese "Innocence Innocent Lawyer", che inizierà lo stesso mese. Questo è il primo legame drammatico della band. La canzone è stata pubblicata il 22 febbraio dello stesso anno solo per la distribuzione.
Il 16 gennaio è uscito il secondo album "Sympa". La nuova canzone "Slumberland" è stata distribuita prima della sua uscita. La band ha anche debuttato con Ariola Japan all'interno di Sony Music Labels con l'uscita di "Sympa".
Il 16 novembre, l'album "Sympa" ha vinto il premio Excellent Album al "61st Japan Record Awards".

#### 2020
Il 15 gennaio è stato pubblicato il terzo album "CEREMONY". Il 24 marzo, la nuova canzone "Abuku" è stata usata come colonna sonora del film "太陽は動かない (The Sun Does Not Move)". Tsuneda ha rivelato sul profilo personale di Twitter che la canzone "Awa" è un remake della canzone "ABUKU" del gruppo precedente Srv.Vinci.
Il tour nazionale King Gnu Live Tour 2020 "CEREMONY" era programmato dal 10 aprile al 29 febbraio, ma è stato annunciato che tutte le esibizioni sarebbero state rinviate a causa della diffusione del COVID-19.
Il 30 agosto si è tenuto il primo live online "King Gnu Streaming Live".
L'8 settembre è stato annunciato che è stato il primo artista giapponese a firmare un accordo di partnership con Red Bull. Il 21 settembre, il numero totale di riproduzioni in streaming di "Hakujitsu (白日)" ha superato i 300 milioni.
Il 24 settembre è stato annunciato che una nuova canzone "三文小説 (Sanbun Novel)" è stata scritta come sigla del dramma "35-year-old girl" con Kou Shibasaki, che sarà trasmesso dal 10 ottobre dello stesso anno.
Il tour nelle arene King Gnu Live Tour 2020 AW "CEREMONY" si doveva tenere dal 7 novembre al 6 dicembre. Sono stati sospesi dopo le misure approvate per prevenire l'infezione del COVID-19.
Il 2 dicembre sono usciti entrambi i CD singoli "Sanbun Novel / Senryo Actor".

## Discografia

### Singoli
|                            | Data di uscita     | Titolo             | Formato            | Posizione più alta | Album              | Certificazione RIAJ | Certificazione RIAJ |                    |
| Billboard Giappone Hot 100 | Data di uscita     | Titolo             | Formato            | Download           | Album              | Streaming           |                     |                    |
| PERIMETRON (Indie)         | PERIMETRON (Indie) | PERIMETRON (Indie) | PERIMETRON (Indie) | PERIMETRON (Indie) | PERIMETRON (Indie) | PERIMETRON (Indie)  | PERIMETRON (Indie)  | PERIMETRON (Indie) |
| -------------------------- | ------------------ | ------------------ | ------------------ | ------------------ | ------------------ | ------------------- | ------------------- | ------------------ |
| 1°                         | 13 luglio 2018     | Flash!!!           | Download digitale  | 97°                | Sympa              |                     |                     |                    |
| Ariola Japan (Maggiore)    |                    |                    |                    |                    |                    |                     |                     |                    |
| 2°                         | 22 febbraio 2019   | Hakujitsu (白日)   | Download digitale  | 2°                 | CEREMONY           | Triplo platino      | platino             |                    |
| 3°                         | 9 agosto 2019      | Hikōtei (飛行艇)   | Download digitale  | 10°                | CEREMONY           | oro                 | oro                 |                    |
| 4°                         | 11 ottobre 2019    | Kasa (傘)          | Download digitale  | 9°                 | CEREMONY           | oro                 | oro                 |                    |
| 5°                         | 5 marzo 2021       | Awa (泡)           | Download digitale  | 18°                |                    |                     |                     |                    |

### CD singolo
|                         | Data di uscita     | Titolo                                                  | Formato               | Posizione più alta (Oricon) | Album di registrazione |
| PERIMETRON (Indie)      | PERIMETRON (Indie) | PERIMETRON (Indie)                                      | PERIMETRON (Indie)    | PERIMETRON (Indie)          | PERIMETRON (Indie)     |
| ----------------------- | ------------------ | ------------------------------------------------------- | --------------------- | --------------------------- | ---------------------- |
| 1°                      | 19 settembre 2018  | Prayer X                                                | CD, download digitale | 31 ° posto                  | Sympa                  |
| Ariola Japan (Maggiore) |                    |                                                         |                       |                             |                        |
| 2°                      | 2 dicembre 2020    | Sanmon Shousetsu (三文小説) Senryou Yakusha" (千両役者) | CD + Blu-ray CD       | 2 ° posto                   | Non registrato         |

### Album
|                         | Data di uscita     | Titolo               | Formato            | Posizione più alta (Oricon) |
| PERIMETRON (Indie)      | PERIMETRON (Indie) | PERIMETRON (Indie)   | PERIMETRON (Indie) | PERIMETRON (Indie)          |
| ----------------------- | ------------------ | -------------------- | ------------------ | --------------------------- |
| 1°                      | 25 ottobre 2017    | Tokyo Rendez-Vous    | CD                 | 21º posto                   |
| Ariola Japan (Maggiore) |                    |                      |                    |                             |
| 2°                      | 16 gennaio 2019    | Sympa                | CD + DVD CD        | 4°                          |
| 3°                      | 15 gennaio 2020    | CEREMONY             | CD + Blu-ray CD    | 1°                          |
| 4°                      | 29 novembre 2023   | THE GREATEST UNKNOWN | CD + Blu-ray CD    | 1°                          |

## Riconoscimenti
| Anno | premio                            | Premio                                                           |
| ---- | --------------------------------- | ---------------------------------------------------------------- |
| 2019 | 2019 MTV Video Music Awards Japan | Premio per il miglior video "Hakujitsu (白日)"                   |
| 2019 | 2019 MTV Video Music Awards Japan | Premio per il miglior video per nuovi artisti "Hakujitsu (白日)" |
| 2019 | MTV Europe Music Awards 2019      | Premio Best Japan Act                                            |
| 2019 | 61° Japan Record Award            | Excellent Album "Sympa"                                          |
| 2020 | 34° Japan Gold Disc Award         | "Nuovo artista dell'anno"                                        |
| 2020 | SPACE SHOWER MUSIC AWARDS 2020    | MIGLIOR ARTISTA ROCK                                             |
| 2020 | 32° Music Pen Club Music Award    | Premio nuovi artisti                                             |
| 2020 | MTV Video Music Awards Japan 2020 | Premio per il miglior video rock "Doron"                         |